# 마치다정
마치다정(町田町)은 도쿄도 미나미타마군에 설치되었던 정이다. 현재의 마치다시에 해당한다.